# Waldemar Santana
Waldemar Santana (1930 - agosto de 1984), a veces escrito como Valdemar Santana, fue un artista marcial brasileño. Se hizo famoso por sus enfrentamientos contra Hélio Gracie y Carlson Gracie, contándose entre ellos una lucha contra Hélio que duró cuatro horas y es tenido como uno de los combates más largos de la historia.

## Biografía
Nacido en Bahia, Brasil, en un entorno de pobreza, Santana empezó a trabajar como limpiador en el dojo de jiu-jitsu brasileño de la familia Gracie. Poco después, el instructor jefe, Hélio Gracie, se dio cuenta de su capacidad atlética y le permitió entrenar con ellos, llegando al punto de ascenderlo a instructor en una de sus clases. A partir de ello, Santana se volvió un activo competidor de los circuitos de vale tudo de Brasil, aprendiendo capoeira con Mestre Bimba y completando sus habilidades con judo, lucha libre y boxeo.
Después de cinco años como estudiante de Hélio, y habiendo luchado más de 20 veces en su nombre, Waldemar abandonó su escuela en malos términos con él. A día de hoy se desconoce el motivo exacto. Algunas fuentes dicen que Santana cometió un error mientras estaba limpiando el dojo de Hélio y se dejó un grifo abierto, lo que dejó la instalación inundada, y esto ocasionó que un enfurecido Hélio le expulsara del gimnasio. Según otra versión, quizá más creíble, su ida de la escuela Gracie se debió al incremento de sus actividades en la lucha libre profesional, disciplina en la que empezó a trabajar por necesidades económicas y que Hélio detestaba. Sea como fuere, Waldemar se unió a otra escuela de jiu-jitsu brasileño, la de Haroldo Brito, y continuó con su carrera.
En 1955, tras entrenar por sí mismo en su nuevo entorno, Santana decidió restituirse de su expulsión y, animado por el periodista Carlos Renato, retó a Hélio Gracie a una lucha de vale tudo. A pesar de contar con mucha más edad y menor condicionamiento físico, Hélio aceptó el reto rápidamente y se enfrentó a Santana. El combate hizo historia, durando lo que se cree que fueron casi tres horas y 45 minutos. Inicialmente, Waldemar mantuvo las distancias, hasta que Hélio cerró su guardia a su alrededor y lanzó codazos contra su cabeza, esperando a que Santana cometiese un error. Santana contrarrestó con puñetazos y también esperó su oportunidad; eventualmente, logró pasar la guardia de Hélio y descargar su peso sobre él, asestando una serie de cabezazos que dañaron el rostro de Hélio. Este intentó contraatacar con golpes de talón a los riñones de Waldemar, pero el exalumno de Gracie resistió, y pasaron dos horas sin que ninguno hiciese un movimiento decisivo más allá del desgaste de los continuos golpes. Por fin, casi dos horas más tarde, Santana se impuso gracias a su mejor condicionamiento y juventud y noqueó al veterano jiujitsuka con una patada a la cabeza. Según algunos, no sería una simple patada, sino una espectacular meia lua de compasso de capoeira. La familia Gracie quedó tan encolerizada por el resultado que discutieron con el personal del cuadrilátero y formaron una reyerta en el estadio, obligando a la policía a intervenir. Este suceso fue el primer causante de que el vale tudo fuera duramente criticado desde las altas esferas.
En noviembre de 1955, seis meses después de la derrota de su hermano, Carlos Gracie propuso un combate entre su hijo Carlson y Santana para vengar la ofensa a la familia Gracie. En vista de las repercusiones de la anterior lucha, que habían causado que el vale tudo fuera brevemente prohibido, el combate sería esta vez sólo de grappling. El Gracie estaba tan seguro de su victoria que proclamado que entregaría una enorme suma de dinero a Waldemar si Carlson no era capaz de someterle. La lucha se llevó a cabo en el estadio Maracanãzinho de Río de Janeiro con una audiencia de 30.000 personas, y después de que los contendientes batallasen por cinco rondas de 10 minutos cada una, se declaró un empate, con lo que Santana ganó la apuesta.
A fin de dilucidar quién era mejor luchador de los dos, Carlson exigió una revancha, ahora sí de vale tudo, ya que el veto al vale tudo había sido levantado. Este encuentro rompió el récord anterior del Maracanãzinho, y tuvo un final muy diferente: un sorprendentemente mejorado Carlson mantuvo a Waldemar contra las cuerdas, y en 39 minutos consiguió la victoria cuando los esquineros de Santana tiraron la toalla. Santana y Carlson se enfrentaron nada menos que cuatro veces más, con Carlson ganando una y las otras tres acabando en nuevos empates. A pesar de la animosidad inicial, sus luchas contra Carlson ayudaron a restalecer sus relaciones con el Gracie y varios otros de su familia.
En 1959, durante una visita a Brasil de Masahiko Kimura, yudoca japonés que había ganado fama en el país por derrotar a Hélio Gracie, tuvo un combate contra Santana. La lucha, bajo estrictas reglas de grappling, vio a Santana luchando bravamente contra el legendario yudoca antes de ser sometido por llave de brazo. El mismo año, sin embargo, varios promotores empezaron a presionar para que se celebrase una lucha de vale tudo entre Kimura y Santana. El japonés accedió, pero tuvo que pelear con una lesión de rodilla aún sin curar, y llegó al estadio cuando la lucha (que no tenía límite de tiempo) ya había empezado y Waldemar le esperaba en el cuadrilátero. Después de un encarnizado combate, Santana y su oponente acabaron en empate. Kimura declaró en una ocasión que este sería el combate más difícil de su vida.
En 1968, Santana se las vio con otro oponente de su talla, el as de la luta livre Euclides Pereira, quien derrotó a Waldemar en una primera lucha después de que Santana se retirase por daño acumulado. Años después, los dos tendrían una revancha, y si bien Pereira volvió a ganar, esta vez fue por decisión arbitral y después de un combate muy igualado. Pereira felicitó a Santana por su buena condición a pesar de su edad (que en ese momento superaba los 45), y llegó a hablar de él como uno de los mejores luchadores de la historia de Brasil.
Después de retirarse, Waldemar fundó su propia academia en Rio con su hermano Waldo, así como su primo Aurino y su sobrino Maneca. Tras un corto tiempo allí, Waldemar se desplazó a Brasilia, donde se convirtió en instructor de la academia nacional de policía. Ocupó este puesto durante 13 años, hasta que se vio obligado a retirarse por una lesión de fémur consecuencia de un accidente de tráfico a finales de los 70. Santana volvió a Bahia, y en 1982, falleció a los 54 años por un derrame cerebral en el Hospital Espanhol de Salvador.